# Вольный, Анатолий Устинович
Анатолий Устинович Вольный (настоящая фамилия — Ажгирей; 19 ноября [2 декабря] 1902, Пуховичи, Минская губерния — 29 октября 1937, Минск) — советский и белорусский поэт, прозаик и сценарист.

## Биография
Родился 19 ноября 1902 года на станции Пуховичи. Учился в Игуменской гимназии. В 1919 году в связи с началом Гражданской войны в РСФСР, ушёл добровольцем в Красную Армию, где боролся против иностранных интервентов. В 1921 году был демобилизован и поступил в Минский педагогический институт. В 1922 году начал литературную деятельность, а в 1929 году начал писать сценарии для кинематографа. В 1936 году был обвинён в антисоветской деятельности и был репрессирован, арестован 4 ноября 1936 года и был приговорён к расстрелу. Приговор был приведён в исполнение 29 октября 1937 года в Минске. Личное дело А. Вольный № 11054-с хранится в архиве КГБ Беларуси.Реабилитирован 3 декабря 1957 года.

## Фильмография

### Сценарист
- 1929 —
  - В огне рождённая
  - Отель «Савой»
  - Сосны шумят
- 1931 — Солнечный поход
- 1935 — Новая родина